# Dino Scala
Dino Scala, né le 21 avril 1961, est un violeur en série français, auteur de crimes et délits commis entre 1988 et 2018 en France et en Belgique autour de la rivière de la Sambre.
Surnommé par les médias « le Violeur de la Sambre » en raison du lieu de ses actes, et du côté belge comme « le Violeur à la cordelette », « le Violeur au bonnet » ou encore « le Violeur du matin » à cause de son mode opératoire, il a avoué, à plusieurs reprises, avoir fait environ une quarantaine de victimes. Il est inculpé pour 17 viols, 12 tentatives de viols ainsi que 27 agressions sexuelles ou tentatives, pour un total de 56 victimes.
Arrêté en février 2018, à l'âge de 57 ans, après une agression manquée, il est jugé et condamné le 1er juillet 2022 à 20 ans de réclusion criminelle.

## Biographie
Dino Scala, né le 21 avril 1961, est mécanicien-monteur chez Jeumont Electric, dans le département du Nord. Vivant à Pont-sur-Sambre, marié deux fois, il est père de  trois enfants et jeune grand-père. Il possédait un casier judiciaire vierge lors de sa condamnation.
Il est décrit par le maire de sa commune comme quelqu'un de « très attachant, très serviable avec la population, connu de tous, courageux par son travail ». L'élu déclare que les habitants sont « tombés de haut » après les révélations des actes de Dino Scala.
Passionné de football, il est entraîneur et président du club de football de Berlaimont dans les années 2000 puis de Pont-sur-Sambre de 2011 à 2015,.

### Profil psychologique
Il est fait état par les experts psychiatriques d'une « double personnalité ». Il dira « en vouloir » aux femmes et s’être toujours senti insuffisamment reconnu, « éternel second » dans sa vie professionnelle comme dans sa vie intime.
L’enquête dessine le profil d’un « prédateur », à la vie « organisée autour » de ses crimes. Selon des experts psychologues, sa jouissance provenait plus de la « domination d’autrui » que de l’acte sexuel.

### Mode opératoire
« C'est toujours le même scénario. C'est toujours la même période, ça commence toujours vers la mi-septembre jusqu'à avril-mai. C'est toujours à peu près les mêmes heures, les mêmes endroits, les mêmes moments, c'est cyclique », analyse-t-il lui-même lors de l'un des interrogatoires auxquels il a été soumis. Il repère d'abord ses victimes, les observe pendant leurs trajets du matin durant quelques jours, avant de passer à l'acte. « J'étais tapi et j'attendais l'occasion. Vous savez, j'avais un esprit de chasseur. C'est un peu comme un chasseur qui tombe sur le gibier et s'apprête à faire feu. ».
Les victimes, âgées de 13 à 48 ans, sont presque systématiquement agressées à l’aube, en hiver, généralement sur la voie publique, sur la route de l'usine Jeumont Electric où Scala embauche tôt. Le mode opératoire est similaire : le visage masqué, Dino Scala saisit les femmes par-derrière, les étrangle avec l’avant-bras ou un lien, pour les traîner à l’écart. Il les menace, souvent à l’aide d’un opinel, peut leur attacher mains et pieds ou leur bander les yeux, avant de les agresser sexuellement ou de les violer. Il leur demande parfois de « compter », pendant qu’il fuit et plusieurs diront avoir « vu la mort ». Pendant des années, la police accumule les investigations, compare des échantillons d’ADN, quadrille le secteur, sans succès, à une époque où les violences sexuelles faites à des femmes ne sont pas une priorité pour cette institution mais aussi pour la justice et les médias,.

### Affaire du violeur de la Sambre

#### Résumé

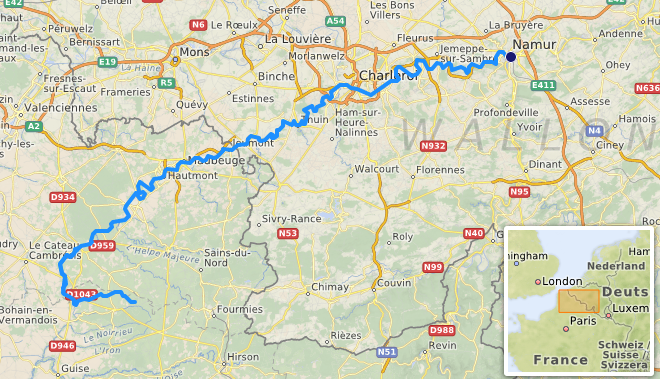
Trajet de la Sambre.

L’affaire du « Violeur de la Sambre » est une affaire criminelle qui a débuté à la fin des années 1980 et s’est terminée en 2018 avec l’arrestation d'un suspect, Dino Scala, qui reconnaît les faits. Pendant près de trente ans, dans une zone à cheval sur la France et la Belgique, dans des localités regroupées autour de la Sambre, des dizaines de femmes ont été violées, par un seul homme, de la même manière, ce qui lui donne son surnom par la police.
La première agression qui lui est attribuée a eu lieu en mars 1988. L’enquête avec l'hypothèse d'un agresseur unique et répétitif a débuté seulement en décembre 1996, après plusieurs agressions similaires perpétrées dans le même secteur. Malgré des traces ADN relevées à plusieurs reprises, l’individu reste non identifié, n’étant vraisemblablement pas inscrit au fichier des délinquants sexuels. Un portrait-robot est établi mais ne permet pas l’identification du coupable.

#### Dénouement de l’affaire
Les années passent, l’agresseur sévit sans être inquiété jusqu’au 5 février 2018. Ce jour-là, il commet une nouvelle agression d'une mineure, près de la gare d’Erquelinnes, en Belgique. Le violeur est mis en fuite et reprend sa voiture sur le parking de la douane. Les caméras de surveillance parviennent à identifier son véhicule, une Peugeot 206 grise, et une partie de sa plaque d’immatriculation française. Les recoupements sont faits par les enquêteurs, qui remontent jusqu'à Dino Scala.

#### Arrestation et procès
Dino Scala est arrêté le 26 février 2018 et placé en garde à vue. Il avoue tout de suite être l'auteur de nombreuses agressions sexuelles. Initialement, il est mis en examen pour 19 agressions puis placé en détention provisoire, le 28 février 2018. Il avoue une quarantaine de faits.
Son procès s'est ouvert le 10 juin 2022 à la Cour d'assises du Nord. Il est défendu par Margaux Mathieu, avocate au barreau de Paris. Il reconnaît avoir commis 40 agressions sexuelles ou viols. Il est finalement reconnu coupable de 54 des 56 faits reprochés, dont 16 viols (ce qui ferait de lui « le plus grand violeur en série français connu à ce jour »), et acquitté pour 2 faits criminels.
Il est condamné le 1er juillet 2022 à 20 ans de réclusion criminelle, avec une période de sûreté des deux tiers. Il fait appel de sa condamnation avant de se désister de son appel.

#### Nouvelles accusations
Le 15 mai 2025, Dino Scala est mis en examen pour 13 faits supplémentaires de violences sexuelles, dont un viol d'une mineure remontant à 1989.

### Télévision
- Dino Scala, le « violeur de la Sambre » : Derrière Monsieur Tout-le-monde, l’un des pires violeurs en série ?, sujet diffusé le 6 juin 2022 dans Sept à Huit sur TF1.
- L'Affaire du violeur de la Sambre, sujet documentaire diffusé le 7 août 2021 dans Chroniques criminelles sur TFX.
- Sambre, mini-série de fiction de Jean-Xavier de Lestrade, diffusée en novembre 2023 sur France 2.
- « Affaire Dino Scala, le violeur de la Sambre », diffusé le 11 janvier 2025 dans Au bout de l'enquête, la fin du crime parfait ? sur France 2.
- Dino Scala, Le violeur de la Sambre, diffusé le 2 février 2025 dans Faites entrer l'accusé sur RMC Découverte.

### Radio et podcast
- À la poursuite du violeur de la Sambre sur https://radiofrance.fr/franceculture/podcasts/les-pieds-sur-terre/a-la-poursuite-du-violeur-de-la-sambre-7682156 via @radiofrance
- Le violeur de la Sambre, dans l'émission Affaires Sensibles, de Fabrice Drouelle. Épisode diffusé le 4 décembre 2023 sur France Inter (durée : 48 min).
- Dino Scala, le violeur de la Sambre, dans l'émission Hondelatte raconte, épisode diffusé le 11 janvier 2024 sur Europe 1.
- Dino Scala, version psy, dans l'émission Hondelatte raconte - Cote B, épisode diffusé le 12 janvier 2024 sur Europe 1.